# Salim Abduvaliyev

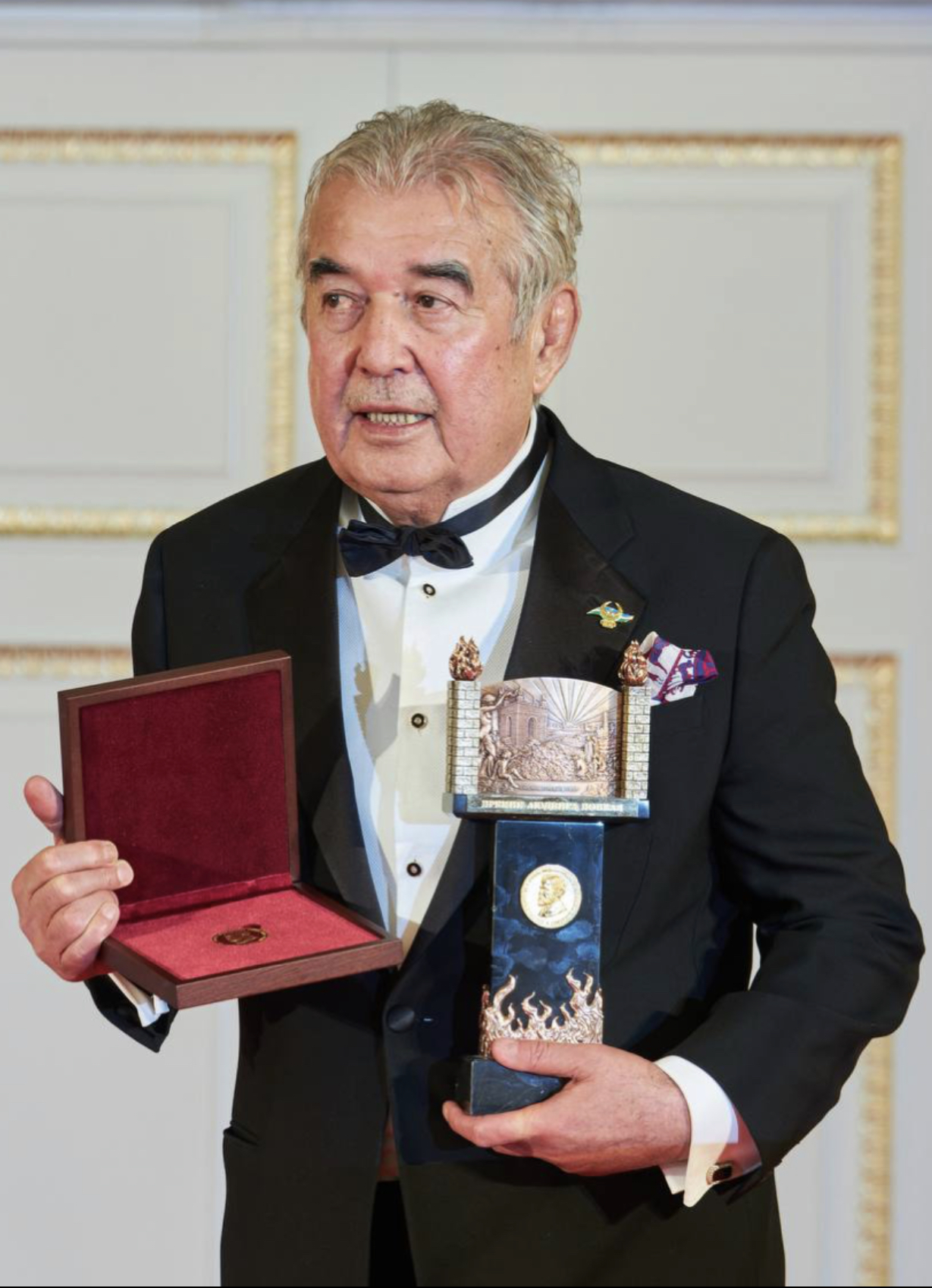
Salim Abduvaliev (2022)

Salim Qirgʻizboyevich Abduvaliyev (* 1950 in Taschkent, Usbekische SSR) ist ein usbekischer Geschäftsmann und Filmproduzent. Abduvaliyev war der Vizepräsident des Nationalen Olympischen Komitees von Usbekistan und Präsident des nationalen Ringerverbands. Ihm wurde vorgeworfen, ein Drogenhändler zu sein und das organisierte Verbrechen in Usbekistan zu kontrollieren.

## Leben
Abduvaliyev wurde im Mai 1950 in der Stadt Taschkent in der Sowjetunion geboren. Sein Vater war der Vorsitzende einer Kolchose. Nachdem Abduvaliyev sich vom Freistilringen zurückgezogen hatte, arbeitete er in einer Fabrik, dann wurde er Lastwagenfahrer.
In den 1990er Jahren oder schon davor soll Abduvaliyev Kontakte mit dem organisierten Verbrechen etabliert haben und damit mit dem KGB bzw. seinem Nachfolger, dem FSB kooperiert haben, was 1998 durch Juri Schtschekotschichin aufgedeckt wurde. In den 1990er und 2000er Jahren war er Partner von Michael Cherney im Aluminiumgeschäft, finanzierte Politiker in Russland und stand Tevfik Arif sehr nahe, dem Vorsitzenden der Bayrock Group, welche mit Donald Trump zusammenarbeitete und enge Verbindungen zur russischen Mafia unterhalten haben soll.
Alexander Walterowitsch Litwinenko behauptete, dass sowohl Abduvaliyev als auch Gafur Rachimow den Handel mit Rauschgift aus Zentralasien und Kokain aus Kolumbien an die Ismailowskaja-Mafia (OGP) kontrollieren, die dann die Drogen mit Hilfe der Tambow-Bande über den Hafen von Sankt Petersburg transportierte, um Europa mit Drogen zu versorgen. Wladimir Putin soll das Netzwerk organisiert haben und eng in den Handel verwickelt gewesen sein. Litwinenko erklärte, dass der afghanische Warlord Abduraschid Dostum 80 % der Anbauflächen für Schlafmohn in Zentralasien, einschließlich Afghanistan, kontrolliere und dass er sehr eng mit Abduvaliyev zusammenarbeite, der dabei auch von dem russischen Geheimdienst unterstützt würde.
Abduvaliyev verfügt über beste Kontakte in die usbekische und russische Politik. Er arbeitete eng mit Präsident Islom Karimov und seiner als extrem korrupt geltenden Tochter Gulnora Karimova zusammen. Er soll nach Belieben Staatsstellen an Meistbietende verkauft und den usbekischen Sport kontrolliert haben. Abduvaliyev soll auch den kirgisischen Mafiaboss Kamchy Kolbayev finanziert haben, der dem internationalen Gangsterkonglomerat Brothers’ Circle angehörte. 2015 wurde Abduvaliyev mit dem usbekischen Staatsorden Do’slik ausgezeichnet. Nach Karomovs Tod und dem Amtsantritt von seinem Nachfolger Shavkat Mirziyoyev bezeichnete Abduvaliyev diesen als "meinen Präsidenten". Im Zivilleben finanzierte Abduvaliyev Filme (darunter den Kriegsfilm Neunte Kompanie von 2005) und wurde 2017 zum Vizepräsidenten des Olympischen Komitees und des Ringerverbands Usbekistans.
Nachdem Präsident Mirziyoyev begann Antikorruptionsmaßnahmen durchzuführen, fiel Abduvaliyev jedoch in Ungnade. 2023 wurde er verhaftet und wegen Waffenschmuggels zu einer sechsjährigen Haftstrafe verurteilt. Sein Geschäftspartner Kolbayev wurde im gleichen Jahr von der kirgisischen Polizei erschossen. Im Januar 2025 wurde Abduvaliev aufgrund gesundheitlicher Probleme allerdings bereits wieder aus dem Gefängnis entlassen.